# Mariä Himmelfahrt (Herzogenrath)

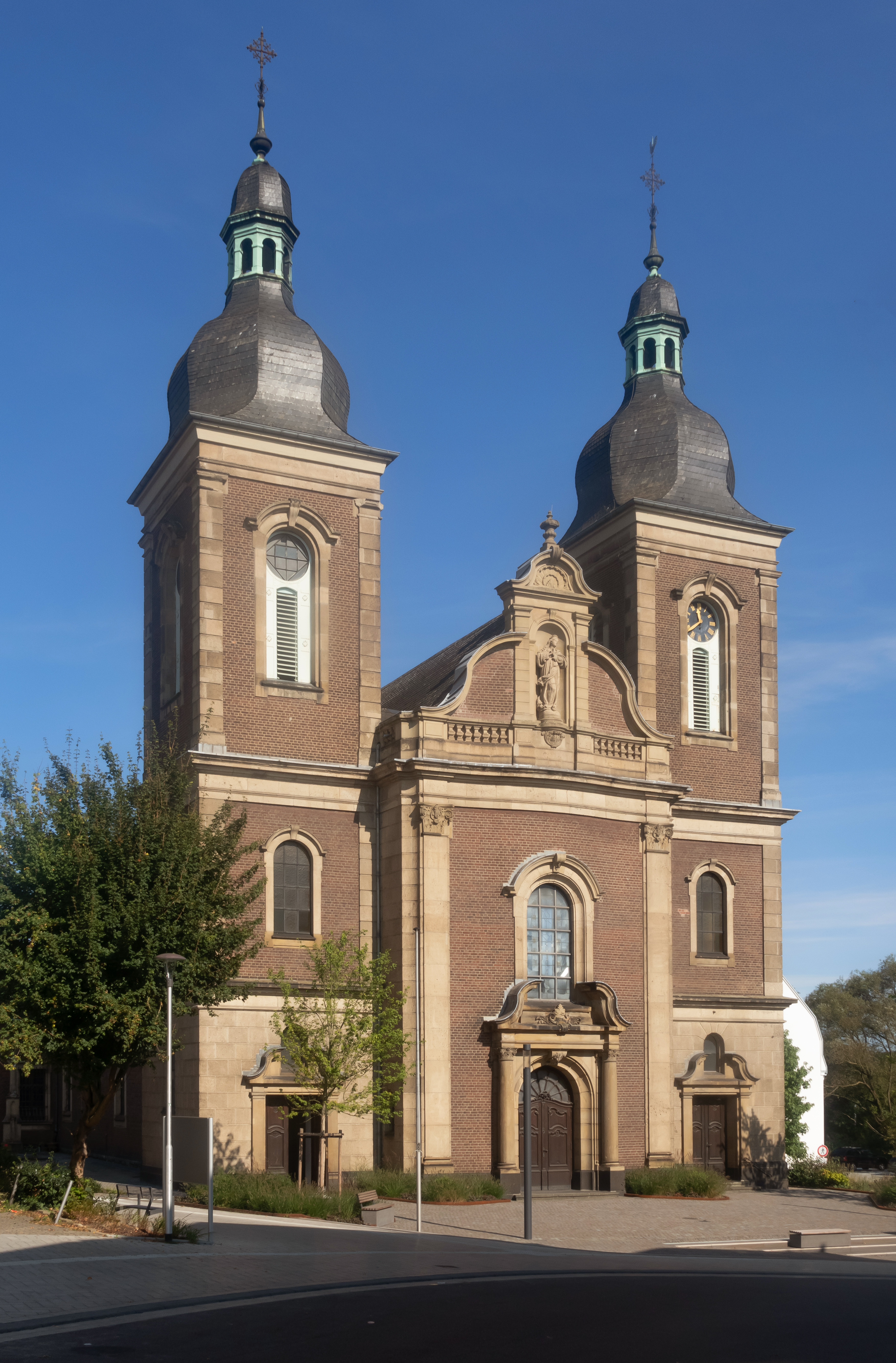
Kirche St. Mariä Himmelfahrt

Die katholische Pfarrkirche Mariä Himmelfahrt ist die Stadtpfarrkirche von Herzogenrath. Der bestehende Bau wurde 1913–1915 nach Entwürfen des Kreisbaumeisters Heinrich van Kann als neobarocke Basilika errichtet.

## Geschichte
Herzogenrath, das um 1260 vom letzten limburgischen Herzog Walram IV. Stadtrechte verliehen bekommen hatte, besaß während des gesamten Mittelalters keine eigene Pfarrkirche. Das Gebiet des heutigen Herzogenraths, das westlich der Wurm liegt, gehörte im Wesentlichen zur Pfarrei St. Lambert in Kerkrade und zum Bistum Lüttich. Auch als nach der Schlacht von Worringen 1288 und dem folgenden Friedensschluss das Gebiet an Brabant fiel, änderte sich daran nichts.
Erst im Rahmen der Auseinandersetzungen zwischen Habsburg und Jülich im Dritten Geldrischen Erbfolgekrieg richtete sich das Interesse auf Herzogenrath als wichtigen Grenzpunkt, und nach langen Verhandlungen konnte 1564 eine Pfarrstelle eingerichtet und von St. Lambert abgetrennt werden. Wie St. Lambert gehörte die neu entstandene Pfarre zum Dekanat Maastricht im Bistum Lüttich. Zu dieser Zeit gab es in der Stadt eine kleine Kapelle, die die Gläubigen als Pfarrkirche nutzten. 1780 genehmigte das Bistum den Abriss dieses Gebäudes und den Bau einer neuen Kirche am Ort der heute bestehenden Kirche, die Weihnachten 1781 konsekriert wurde.
Mit der Eingliederung der linksrheinischen Gebiete in den französischen Staat und dem französischen Konkordat von 1801 kam die Pfarrei Mariä Himmelfahrt zum neu gegründeten Bistum Aachen. Durch das Abkommen von Aachen 1816 wurde das Gebiet der heutigen Stadt Herzogenrath vom Königreich Preußen übernommen, aber erst 1821 wurde in der Päpstlichen Bulle De salute animarum das Bistum Aachen aufgehoben. Zugleich wurde die Pfarrei um Ortsteile westlich der Wurm erweitert, die sie von St. Lambert übernahm, und wurde Teil des wiedererrichteten Erzbistums Köln.
Ausgelöst durch die stark zunehmende Bevölkerung infolge des Bergbaus und der Industrialisierung gab es seit der Mitte des 19. Jahrhunderts immer wieder Planungen für Erweiterungen der Kirche oder einen Neubau. Gegen Ende des Jahrhunderts kam es zu einem ersten Auftrag für den Entwurf eines Neubaus. Die Entscheidung zog sich viele Jahre hin mit Entwürfen mehrerer Architekten in unterschiedlichen Stilen des Historismus, bis ein neubarocker Entwurf des Kreisbaumeisters Heinrich van Kann sich durchsetzte. Kurz zuvor waren die südlichen Gebiete der Pfarrei abgetrennt und die neue Pfarrei St. Josef gegründet worden. Die bestehende Kirche wurde 1913 abgerissen und an ihrer Stelle der Neubau errichtet, der im Oktober 1915 geweiht werden konnte.

## Pfarrei
Die Pfarrei Mariä Himmelfahrt gehört zum Dekanat Herzogenrath/Merkstein im Bistum Aachen. Seit 2002 bildet sie zusammen mit St. Gertrud und St. Antonius den Pfarrverbund Herzogenrath-Mitte.

## Architektur
Das Mittelschiff der in Nord-Süd-Richtung erbauten Basilika ist ein wenig zwischen den beiden etwa 40 m hohen Türmen vorgezogen. Seitenschiffe und Chor haben einen rechteckigen Abschluss. Über dem Mittelschiff und dem Chor erheben sich 4 quadratische Kuppelgewölbe, wie auch die Seitenschiffe und Nebenchöre quadratische Kuppelgewölbe tragen. Die Verlängerungen der Seitenschiffe zu den Türmen tragen Tonnengewölbe. 

## Ausstattung
Der neubarocke Hochaltar wurde von Johann Curtius aus Aachen entworfen und bei Johann und Alfons Dörr in Saulgau in Auftrag gegeben, die auch die beiden Seitenaltäre (Josefsaltar und Kreuzaltar) anfertigten.
Ursprünglich malte Hans Schaffrath die Kirche nach einem marianischen Programm figurativ aus. Diese Malerei konnte nicht erhalten und auch nicht mehr restauriert werden und Günther Reul gestaltete 1953 die Kirche farblich neu.

## Orgel
Im Rahmen der Säkularisation standen viele Orgeln zum Verkauf, die dadurch günstig zu erwerben waren. Herzogenrath gelang es, eine Orgel aus der Katharinenkirche in Maastricht zu ersteigern, die vom Orgelbauer Joseph Binvignat transferiert und in Mariä Himmelfahrt aufgebaut wurde (zwischenzeitlich Übergangsinstrument in St. Matthias).
In der neuen Kirche wurde im Oktober 1915 von der Firma Stahlhuth aus Aachen eine Notorgel aufgestellt. Diese wurde 1950 verkauft, nachdem seit 1947 durch die Orgelbauanstalt Karl Bach begonnen wurde, eine neue Orgel nach und nach aufzubauen.
2013 nahm der Orgelbaumeister Werner Gibisch aus Merkstein eine umfangreiche Restauration vor, nach deren Abschluss die Orgel sich in folgender Disposition präsentiert:
| I Hauptwerk C– |                 |        |     |
| 01.            | Bordun          | 16′    | (n) |
| 02.            | Prinzipal       | 08′    |     |
| 03.            | Rohrflöte       | 08′    |     |
| 04.            | Liebl. Gedackt  | 08′    | (n) |
| 05.            | Oktave          | 04′    |     |
| 06.            | Violflöte       | 04′    |     |
| 07.            | Nasard          | 02 ⁄3′ |     |
| 08.            | Superaktave     | 02′    |     |
| 09.            | Sesquialtera II |        |     |
| 10.            | Mixtur IV       | 01 ⁄3′ |     |
| 11.            | Trompete        | 08′    | (n) |

| II. Manualwerk C– |               |        |     |
| 12.               | Holzprinzipal | 08′    | (n) |
| 13.               | Salicional    | 08′    |     |
| 14.               | Vox coelestis | 08′    | (n) |
| 15.               | Gedackt       | 08′    |     |
| 16.               | Gambe         | 04′    |     |
| 17.               | Waldflöte     | 04′    |     |
| 18.               | Blockflöte    | 02′    |     |
| 19.               | Quinte        | 01 ⁄3′ |     |
| 20.               | Zimbel III    | 01′    |     |
| 21.               | Dulzian       | 16′    | (n) |
| 22.               | Oboe          | 08′    |     |

| Pedalwerk C– |               |     |
| 23.          | Subbass       | 16′ |
| 24.          | Prinzipalbass | 08′ |
| 25.          | Gedacktbass   | 08′ |
| 26.          | Choralbass    | 04′ |
| 27.          | Posaune       | 16′ |
| 28.          | Trompete      | 08′ |

- Anmerkungen:

(n) = neues Register
1. ↑  Ehemals im II. Manualwerk.
2. ↑  Ehemals im Hauptwerk.